# Brauner Fruchtvampir
Der Braune Fruchtvampir (Artibeus concolor) ist eine Fledermausart aus der Familie der Blattnasen (Phyllostomidae), welche im Amazonasbecken beheimatet ist. Früher wurde sie als Koopmania concolor meist der monotypischen Gattung Koopmania zugeordnet.

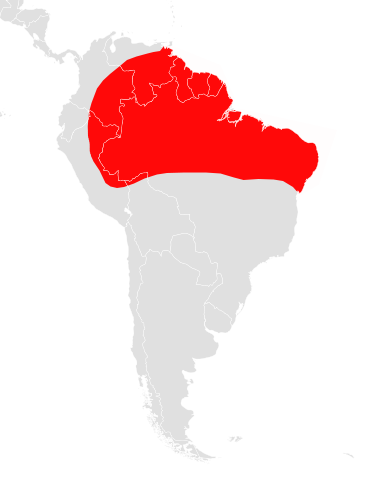
Verbreitungsgebiet des Braunen Fruchtvampirs

## Beschreibung
Der Braune Fruchtvampir ist eine mittelgroße Fledermaus mit einem durchschnittlichen Gewicht von 18,3 g bei Männchen und 20 g bei Weibchen (sexueller Dimorphismus). Im Gegensatz zu vielen anderen Vertretern der Eigentliche Fruchtvampire besitzt sie keine Gesichtsstreifen. Das Fell ist lang (8–10 mm) und seidig, dunkelbraun auf dem Rücken und heller an Kopf und Schultern. Die Haare sind grau an der Basis, gelblich in der Mitte und braun an den Spitzen. Ohren, Nasenblatt und Flughaut sind schwarz. Verglichen mit anderen Arten der Eigentliche Fruchtvampire besitzt der Braune Fruchtvampir ein relativ großes Nasenblatt.

## Lebensweise
Über die Lebensweise ist relativ wenig bekannt. Der Braune Fruchtvampir ist ein Früchtefresser, nimmt jedoch ähnlich wie andere Eigentliche Fruchtvampire auch Pollen, Nektar, Blütenteile und Insekten zu sich. Andere Studien zeigen, dass der Braune Fruchtvampir womöglich auch Blätter frisst. Sie kommt in feuchten Gebieten in einer Höhe von bis zu 1000 Metern über Meer vor. Ein einziges trächtiges Weibchen wurde im Februar in Kolumbien gefangen.

## Verbreitung und Lebensraum
Der Braune Fruchtvampir ist im Amazonasbecken vom Süden Kolumbiens bis Norden Brasiliens verbreitet. Ihr Bestand wird von der IUCN dank der weiten Verbreitung als ungefährdet eingestuft.

## Systematik
Die Art wurde ursprünglich als eine Art der Gattung Artibeus beschrieben, in der Folge aber meist als Koopmania concolor in eine eigene monotypische Gattung gestellt. Eine neue Studie zeigt jedoch, dass ohne Einschluss von Koopmania die Gattung Artibeus paraphyletisch wäre. Koopmania wird deshalb als dritte Untergattung zu Artibeus gestellt.